# Arkarua
Arkarua es un género de animales de Ediacara de afiliación incierta. Fue hallado en Flinders Ranges, cerca de Adelaida (Australia Meridional), y toma su nombre de la serpiente gigante de la mitología de los aborígenes australianos.

## Características
Tenían forma de disco con el centro elevado, con numerosas crestas radiales en el borde y una depresión central en forma de estrella de cinco puntas. Su tamaño oscilaba entre los 3 y los 10 mm de diámetro.

## Clasificación
Todos los ejemplares conocidos de Arkarua son moldes que no tienen rastro de su estructura interna, lo que dificulta su clasificación. Dado que presenta simetría pentarradial, se ha clasificado de manera provisional en el filo de los equinodermos (Echinodermata), tal vez dentro de los edrioasteroideos. No obstante, carece de una característica presente en todos los equinodermos posteriores, el estereomo, una forma cristalina única de carbonato cálcico de la cual están formados sus esqueletos; tampoco hay rastro de sistema vascular acuífero. También podría considerarse un medusoide precámbrico.